# Ilztal
El municipio de Ilztal se encuentra a unos 20 kilómetros al norte de Graz y 10 kilómetros al sureste de la capital del Distrito de Weiz, en el Valle de Ilzt al este de Estiria.

## Historia
Ilztal ha sido habitado desde la época romana, perteneciendo en ese entonces a la provincia de Panonia. Hace aproximadamente 600 años fue nombrado por primera vez como "Predmannsdorf", más adelante se lo llamaría también Preimdorf, Premsdorf, Pröbersdorf y Prebensdorf.
En 1343 apareció la peste y fue precedido por un terremoto de ocho días. Entre 1643 a 1714 existieron repentinos brotes de peste, a menudo con consecuencias fatales y eran enterrados en fosas comunes. El 04 y 5 de septiembre de 1782 hubo un enjambre de labgostas sobre el pueblo, en número tan elevado que consiguió eclipsar el sol, destruyendo por completo las cosechas y dejando a su paso la hambruna.
El lunes de Pentecostés de 1842 estalló el fuego en la aldea, reduciéndo al menos tres casas a cenizas y de dichos escombros se fundó el municipio actual. Durante la Segunda Guerra Mundial la escuela se convirtió en una especie de hospital.
El municipio actual se conformó en 1968 con la fusión de Großpesendorf, Wolfgruben y Prebensdorf. En 1982 el gobernador Josef Krainer Jr. le otorgó el escudo de armas.